# Sorsügynökség
A Sorsügynökség (eredeti cím: The Adjustment Bureau) 2011-ben bemutatott romantikus, misztikus elemeket alkalmazó thrillerfilm. Lazán kötődik Philip K. Dick elbeszéléséhez, a Helyreigazító csoport-hoz. A filmet írta, rendezte George Nolfi, főszereplői Matt Damon és Emily Blunt.

## Cselekménye
|  | Alább a cselekmény részletei következnek! |

2006-ban egy fiatal New York-i parlamenti képviselő-jelölt, David Norris (Matt Damon) ígéretes kampányt folytat a parlamentbe való bejutásért. A választás éjszakáján folyamatosan jönnek az adatok, s a vereség már biztosnak tűnik. Miközben az utolsó beszédét gyakorolja a szálloda férfivécéjében, hosszabb idő után egy nő lép ki az egyik fülkéből (Norris előzőleg megkérdezte, hogy van-e ott valaki). Nemsokára összehangolódnak és megcsókolják egymást, bár Norris még a nő nevét sem tudja, csak azt, hogy egy esküvőre akart belógni, amolyan „bátorságpróbaként”, amit maga elé állított. Norrisnak mennie kell a beszédét megtartani, de a nővel folytatott beszélgetés hatására nem az előre megírt sablonszöveget adja elő. A jelenlévők számára szokatlanul őszinte beszédet tart, ami nagyon megdobja a népszerűségét, de végül is nem nyeri el a szenátori széket.
Egy hónappal később Norrist egy magáncégnél látjuk dolgozni, ahol korábbi kampányfőnöke, Charlie Traynor is alkalmazásban van.
Egy parkban, David irodájához közel két kalapos ember arról beszélget, hogy David Norris ingére kávét kell önteni reggel 7:05 előtt. A feladatot végrehajtani szándékozó fiatal fekete férfi azonban elbóbiskol, és lekési az időpontot. David időben elindult, kezében kávéspohár és már felszállt az M6-os buszra. A fekete férfi megpróbálja futva utolérni a buszt, David szól is a sofőrnek, de ő azt mondja, hogy mögöttük jön a másik.
A buszon David észreveszi a fiatal nőt, akivel a vécében csókolózott és mellé ül. Elise ugyanúgy kellemesen meglepődik és évődni kezdenek egymással. Végül a nő leszáll, de felírja a telefonszámát egy darab papírra, amit David a tárcájába tesz.
Amikor Norris megérkezik a munkahelyére, a munkatársait mozdulatlanul találja, senki nem viszonozza a köszönését, a kampányfőnöke körül pedig furcsa, sötét ruhás, maszkos emberek ténykednek, miközben ő azt a szöveget ismételgeti, amit Davidnek mondott nem sokkal korábban a telefonban. Az ismeretlenek meglepődnek egy pillanatra, David ezt kihasználva menekülni kezd. Hiába szól azonban a recepciósnak, hogy hívja a rendőrséget, az nem reagál.
Végül elkapják Davidet és elkábítják, egy csarnokban, széken ülve tér magához, az ismeretlenek körülötte vannak. A keze a székhez van kötözve, mögötte pedig a kalapos emberek a sorsáról beszélnek. „Újraindítás” kerül szóba, amire azonban nincs felhatalmazásuk. Egyikük egy könyvet mutat a másiknak és a törlés mellett érvel, különben David „a halála napjáig kérdéseket fog feltenni”.
David megpróbálja felhívni magára a figyelmüket és azt kérdezi, hogy kikkel áll szemben. Az egyik kalapos, Richardson azt mondja neki: „Mi gondoskodunk róla, hogy minden a terv szerint menjen”.
David menekülni próbál, azonban Richardson egy apró kézmozdulattal a cipője elé apró akadályt emel, amiben David elbotlik és hasra esik. Röviden elmondja neki, hogy létezik egy szervezet, aminek az a feladata, hogy az emberek sorsát észrevétlen módon befolyásolja: például elvesztik a kulcsukat, vagy egy darabig nem működik náluk az internet... Ez néha véletlen, néha azonban célja van. Davidnak nem lett volna szabad találkoznia azzal a nővel a buszon: ha valaki leönti kávéval az ingét a parkban, visszament volna a lakásába, 10 perccel későbbi busszal ment volna, és nem találkozik a nővel. Nyomatékosan felhívják rá a figyelmét, hogy a nővel soha többet nem találkozhat és róluk nem beszélhet senkivel. Magyarázatot azonban nem adnak rá. Ellenkező esetben kitörlik a memóriáját, amiből a környezete azt veszi majd észre, hogy megőrült. A tárcájában lévő céduláról is tudnak, amire a nő telefonszáma van felírva, Richardson ezt elégeti. Davidet belökik egy ajtón, és az irodájában találja magát. Amikor kinyitja az ajtót, amin belökték, ott a megszokott irodai környezetet találja.
Davidet nem sokkal később megkeresi egy bárban a néger férfi (miközben David a nő telefonszámára próbál emlékezni és egy papírra számtöredékeket írogat), aki Harry néven mutatkozik be, és akinek korábban kávéval kellett volna leöntenie és elmondja neki, hogy nem fog sikerülni neki megtalálni a nőt: a telefonszámát meg tudják változtatni, és a városban 9 millió ember él. A 4 órás kompon való beszélgetésre hívja. Ott elmondja neki, hogy a víz valamiképpen leárnyékolja a szervezet képességeit, ezért nyugodtan beszélhetnek, hajlandó segíteni neki, de ennek okát nem fedi fel.
Elmondja, hogy régebben angyaloknak hívták őket, ők „ügyintéző”-nek nevezik magukat. Számukra „A terv” betartása a fontos, amit „az elnök” alkotott meg. Ők sem tudják pontosan, hogy mi miért történik, de képesek az emberek döntéseit érzékelni és apró, észrevétlen beavatkozásokkal módosítani, hogy minden „A terv” szerint menjen. Abban pedig az áll, hogy nem szabad találkoznia Elise-szel. Azt tanácsolja neki, hogy felejtse el a lányt és folytassa tovább az életét.
Három évvel később David mindig ugyanazzal a busszal jár, abban a reményben, hogy hátha találkozik Elise-szel. Egyik nap észreveszi a buszból, amint az utcán megy, és gyorsan leszáll. Beszélgetni kezdenek, majd egy kerti vendégkőben ülnek le. Elise nehezményezi, hogy David három évig nem jelentkezett, ő azonban azt mondja neki, hogy kirabolták és elvették a tárcáját (ami bizonyos értelemben igaz is). A Sorsügynökség emberei azonnal beavatkoznak, és megpróbálják a további találkozásokat megnehezíteni. David és Elise megbeszélik, hogy David a következő beszéde után a 17-es mólóhoz megy, ahol egy teremben a Cedarlake balett társulat gyakorol, aminek Elise is tagja. Amikor azonban odaér, az le van lakatolva. Mobiltelefonját és David környezetében minden vonalas telefont blokkolnak, hogy ne kaphasson információt róla, hogy Elise társulata hol található. David azonban nem adja fel, egy kávézóba betérve az emberek segítségét kéri, és egyikük tudja, hogy hol található a Cedarlake. Azonban a Sorsügynökség közvetlen beavatkozása miatt egyetlen taxi sem áll meg neki, az egyikkel baleset is történik. Végül eljut a társulat előadására, miközben az ügynökség tagjai ajtókat kinyitogatva a legváratlanabb helyeken felbukkanva követik.
Richardson eközben megtudja feletteseitől, hogy „A terv” több korábbi változatában Davidnek és Elise-nek együtt kellett maradniuk, és ezeknek a korábbi terveknek a maradványai sodorják őket egymás felé. Harry úgy gondolja, hogy ezek a korábbi tervek helyénvalóbbak voltak a mostaninál.
David és Elise egy raktárházban megrendezett partira mennek, és bár David azt mondja, hogy csapnivaló táncos, mégis jól érzik magukat. Az éjszakát Elise lakásán töltik. Másnap reggel Elise-t a korábbi barátja négy alkalommal is hívja telefonon, ő azonban nem veszi fel. Mindketten kijelentik, hogy szeretik egymást. Davidnek aznap délelőtt a tévében kell szerepelnie.
Richardsont berendelik a központba, ahol felfedik előtte, hogy „A terv” az idők folyamán többször változott. David és Elise sorsa kiigazításának ügyét Richardson helyett Thompson („A pöröly”) veszi át, aki brutális megoldásairól kapta a nevét. David a beszéde után sietne vissza Elise-hez, de egy ajtón belépve egy üres és zárt raktárhelyiségben találja magát, ahol egy idő múlva Thompson is megjelenik. David a szabad akarat meglétével érvel, Thompson azonban elmagyarázza neki, hogy „szabad akarat” nincsen, az csak kis léptékben érvényes, olyanokban, mint milyen fogkrémet használ, vagy milyen italt rendel a vacsorához. De az emberiség nem elég érett hozzá, hogy fontos dolgokat irányítson. A Római Birodalom csúcspontja után engedélyezték az emberiségnek a szabad akarat gyakorlását, nem sokkal később a „sötét középkor” következett. A 20. század elején újból átadták az irányítást, ennek az első, majd a második világháború lett a következménye. A kubai rakétaválság a pusztulás szélére sodorta az emberiséget. Thompson elmondása szerint a világ már széthullott volna, ha ők nem veszik vissza az irányítást. David feladata „A terv” szerint, hogy a következő négy ciklusban megnyerje a választásokat, majd az Amerikai Egyesült Államok elnöke legyen.
Amikor Thompson elengedi, David azonnal Elise előadására siet. Thompson itt is megjelenik, és figyelmezteti Davidet, hogy Elise sorsa is David döntésétől függ: Elise világhírű táncos és koreográfus lesz, ha David nincs mellette, így viszont hatéveseket fog táncolni tanítani; David politikai karrierje pedig véget ér, mert minden idejét Elise-nek szenteli.
Thompson a kiigazítás erejét azzal mutatja meg, hogy egy apró kézmozdulatától Elise elesik és kificamítja a bokáját. David kórházba viszi, ahol megnyugtatják, Elise-t, hogy egy hónap alatt rendbe jön. David azonban ismeri Thompson „jóslatait”, ezért azt mondja Elise-nek, hogy telefonálnia kell, majd magára hagyja.
Tizenegy hónappal később David ismét választási kampányt folytat. Saját bevallása szerint félgőzzel dolgozik, de így is jelentős az előnye vetélytársával szemben. Egy újságban Elise közelgő házasságának időpontjáról olvas, és úgy gondolja, ezt nem szabad hagynia.
Harry megkeresi Davidet, és konkrét segítséget ajánl neki. Úgy gondolja, hogy Thompson beavatkozásai túl sok hátrányos következménnyel jártak. Felfedi David előtt az általuk használt könyv titkát (ez az emberek lehetséges sorsának alakulását grafikusan mutatja), és megtanítja az ajtók használatára, amikkel szinte bárhova eljuthat, ehhez mindössze Harry kalapjára van szüksége. Ismerteti vele az ajtók és lehetséges útvonalak elhelyezkedését, valamint felhívja rá a figyelmét, hogy ha akcióba lép, még eső esetén is azonnal tudni fognak róla, és megpróbálják megakadályozni. David Elise házasságkötésének helyszínére, a városházára szeretne eljutni, hogy azt megakadályozza. David nehézségek árán, de eljut Elise-hez, aki a mosdóba vonult vissza. David megjelenése összezavarja, és dühös rá, amiért másodszor is elhagyta. David megpróbálja elmagyarázni neki, hogy jó oka volt rá, most azonban menekülniük kell. Elise végül rááll, hogy vele menjen. David ajtókat kinyitva a legkülönbözőbb helyekre jut el Elise-t kézen fogva, többek között a Yankees baseball-stadionjába, és a Szabadság-szoborhoz, ahol David elhatározza, hogy beszélni akar „az elnökkel”, bárki legyen is az, hogy változtassa meg „A tervet”, ezért Harry figyelmeztetése ellenére az ajtó kilincsét balra forgatja el. Azonnal az ügynökség központi épületébe jutnak, ahol meglepődnek a felbukkanásukon, és megpróbálják őket feltartóztatni. Közben a profi akciócsoport is elindult, ami sisakos, álarcos férfiakból áll. David és Elise végül feljutnak a tetőre, ahonnan nincs tovább, az akciócsoport és néhány kalapos utolérte őket. Kétségbeesett helyzetükben megerősítik szerelmüket és megcsókolják egymást. Mire a csók véget ér, az ügynökség tagjai eltűnnek. Megjelenik Thompson, majd nemsokára Harry, aki egy borítékot ad át Thompsonnak, aki azt elolvasva visszavonul. „A terv” megváltozott. Harry megmutatja sorsuk alakulását, ami két girbegurba, de egymással párhuzamosan futó vonalból áll, amik átvezetnek egy üres oldalra. Harry visszaveszi a kalapját, és közli velük, hogy szabadon távozhatnak.
A záró képsorok alatt elhangzó kísérőszöveg szerint „az elnök” végső terve az lehet, hogy az emberiség egyszer majd maga írja „A tervet”.
|  | Itt a vége a cselekmény részletezésének! |

## Szereplők
| Színész           | Szerep          | Magyar hang         |
| ----------------- | --------------- | ------------------- |
| Matt Damon        | David Norris    | Stohl András        |
| Emily Blunt       | Elise Sellas    | Pálmai Anna         |
| Anthony Mackie    | Harry Mitchell  | Széles Tamás        |
| John Slattery     | Richardson      | Dunai Tamás         |
| Michael Kelly     | Charlie Traynor | Barabás Kiss Zoltán |
| Terence Stamp     | Thompson        | Szersén Gyula       |
| Donnie Keshawarz  | Donaldson       |                     |
| Anthony Ruivivar  | McCrady         |                     |
| Jon Stewart       | önmaga          | Háda János          |
| Michael Bloomberg | önmaga          |                     |
| Chuck Scarborough | önmaga          |                     |
| Mary Matalin      | önmaga          |                     |
| Betty Liu         | önmaga          |                     |
| James Carville    | önmaga          | Pálfai Péter        |

## A film készítése
Norris karakterét már a legkorábbi vázlatokban megváltoztatták, az eredeti ingatlanügynök helyett politikus lett belőle. 

A Media Rights Capital biztosította az anyagi fedezetet a filmhez, majd nyílt pályáztatással az Universal Studios kapta meg a forgalmazás jogát 62 millió dollárért. A film 2011. március 4-én jelent meg.
George Nolfi rendező és John Toll operatőr előzetesen megbeszélték, hogy aznap mit fognak felvenni, de a körülmények gyakran megváltoztatták a terveket. Tudatosan választották azt, hogy amikor az ügynökségnél van az irányítás, a kameramozgás sima és gördülékeny lesz, amikor pedig a dolgok kicsúsznak az irányításuk alól, akkor kézikamerákat alkalmaznak.
A befejező jelenetet a tetőn a többi jelenet leforgatása után négy hónappal vették fel.

## Vallási motívumok
Sok kritikus észrevette a zsidó-keresztény vallási vonatkozásokat a filmben, különösen a mindenható és mindenről tudó Isten léte nyilvánvaló, továbbá a szabad akarat és a sors eleve meghatározottsága merül fel. Könnyű úgy értelmezni a sorsot irányító szereplőket, hogy „az elnök” maga Isten, az ügynökök pedig az angyalok.
A film rendezője, George Nolfi szerint a film azt szeretné elérni, hogy az emberek kérdéseket tegyenek fel.

## Megjelenés

### Mozik
A film világpremierje 2011. február 14-én volt a Ziegfeld Theatre-ben (141 West 54th Street, New York). Az író/rendező George Nolfi a stáb tagjaival együtt jelent meg, köztük volt Matt Damon és Emily Blunt.

### Házimozi
A Sorsügynökség DVD-n és Blu-ray-n 2011. június 21-én jelent meg A film az eladási listák élére került a megjelenés hetén.

## Fogadtatás
A kritikusok általában kedvezően fogadták a filmet. A filmkritikusok véleményét összegző Rotten Tomatoes 72%-ra értékelte 208 vélemény alapján Roger Ebert, a Chicago Sun-Times filmkritikusa 3 csillagot adott rá a lehetséges 4-ből. „A film okosan és jól megcsinált film. Nagyszerű lehetne, ha a filmkészítők merészebbek és még tovább mennek.” A The New York Times szerint a film „Gyorsan pergő, biztos alapokon álló film a szerelem megtalálásáról és megtartásáról, időn és téren át. A szezonból kiemelkedő film, ami szellemes keveréke  a sci-finek, a metafizikának és a régimódi románcnak.”
Barack Obama, az Egyesült Államok elnöke az újságírók vacsoráján viccesen úgy utalt Matt Damon teljesítményére, hogy az „kiábrándító”. Ez válasz volt Matt Damon kritikájára, ami Barack Obama elnökségére vonatkozott. A filmet a feministák azzal támadták, hogy a filmben minden hatalom a férfiak kezében van, a női főszereplő jobbára szexuális tárgyként jelenik meg benne.
A film a nyitó hétvégéjén az Egyesült Államokban ( 2011. március 4.-6.) 21 157 730 dollár bevételt ért el, ami a második legjobb volt a Rango után. 2011. július 6-i adatok szerint összbevétele 125 962 137 dollár.

## Fordítás
- Ez a szócikk részben vagy egészben  a   The Adjustment Bureau című angol Wikipédia-szócikk fordításán alapul.  Az eredeti cikk szerkesztőit annak laptörténete sorolja fel. Ez a jelzés csupán a megfogalmazás eredetét és a szerzői jogokat jelzi, nem szolgál a cikkben szereplő információk forrásmegjelöléseként.